# (454443) 2014 OQ29
(454443) 2014 OQ29 es un asteroide perteneciente al cinturón de asteroides, descubierto el 29 de noviembre de 2011 por el equipo del Mount Lemmon Survey desde el Observatorio del Monte Lemmon, Arizona, Estados Unidos.

## Designación y nombre
Designado provisionalmente como 2014 OQ29.

## Características orbitales
2014 HW28 está situado a una distancia media del Sol de 2,641 ua, pudiendo alejarse hasta 2,841 ua y acercarse hasta 2,440 ua. Su excentricidad es 0,076 y la inclinación orbital 10,846 grados. Emplea 1567,50 días en completar una órbita alrededor del Sol.

## Características físicas
La magnitud absoluta de 2014 OQ29 es 16,78.